# Araujia odorata
Araujia odorata är en oleanderväxtart som först beskrevs av William Jackson Hooker och Arn., och fick sitt nu gällande namn av Fontella och Goyder. Araujia odorata ingår i släktet Araujia och familjen oleanderväxter. Inga underarter finns listade i Catalogue of Life.